# Mitsuteru Watanabe
Mitsuteru Watanabe (jap. 渡辺 光輝, Watanabe Mitsuteru; * 10. April 1974 in der Präfektur Shizuoka) ist ein ehemaliger japanischer Fußballspieler.

## Karriere
Watanabe erlernte das Fußballspielen in der Schulmannschaft der Hamamatsu Nishi High School und der Universitätsmannschaft der Waseda-Universität. Seinen ersten Vertrag unterschrieb er 1997 bei Kashiwa Reysol. Der Verein spielte in der höchsten Liga des Landes, der J1 League. 1999 gewann er mit dem Verein den J.League Cup. Für den Verein absolvierte er 136 Erstligaspiele. 2004 wechselte er zum Ligakonkurrenten Gamba Osaka. 2005 gewann er mit dem Verein den J.League Cup. Mit dem Verein wurde er 2005 japanischer Meister. Für den Verein absolvierte er 41 Erstligaspiele. 2006 wechselte er zum Zweitligisten Yokohama FC. Ende 2006 beendete er seine Karriere als Fußballspieler.

## Erfolge
Kashiwa Reysol
- J.League Cup

Sieger: 1999
Gamba Osaka
- J1 League

Meister: 2005
- J.League Cup

Sieger: 2005